# Conselho Geral da Província de Santa Catarina – 2.ª legislatura
O Conselho Geral da Província de Santa Catarina, como estabelecido na Constituição brasileira de 1824, foi o órgão popular representativo junto à presidência da província. Em 1834 o ato adicional à Constituição substituiu o Conselho Geral da Província pela Assembleia Legislativa Provincial.
A 2ª legislatura (1829 — 1832) era composta de 14 membros:
| Nº | Deputado                         | Votos |
| -- | -------------------------------- | ----- |
| 1  | Francisco Luís do Livramento     | 58    |
| 2  | Antônio Francisco da Costa       | 47    |
| 3  | João Luís do Livramento          | 43    |
| 4  | Francisco Machado de Sousa       | 41    |
| 5  | Francisco Antônio Cardoso        | 37    |
| 6  | Estêvão Brocardo de Matos        | 35    |
| 7  | José Luís do Livramento          | 29    |
| 8  | José da Costa Pereira            | 27    |
| 9  | João Prestes Barreto da Fontoura | 25    |
| 10 | Eduardo Duarte Silva             | 24    |
| 11 | Jacinto Jorge dos Anjos Correia  | 23    |
| 12 | Anacleto José Pereira da Silva   | 21    |
| 13 | Joaquim de Almeida Coelho        | 21    |
| 14 | João Lopes Falcão                | 20    |